# Eurovision Choir
Eurovision Choir är en musiktävling på TV anordnad vartannat år av EBU sedan 2017. I programmet tävlar olika europeiska länder med varsin kör där de framför en  eller flera låtar under maximalt fyra minuter. Första året fick låtarna vara max sex minuter istället. Vinnaren utses genom en juryomröstning som består av tre personer.
Att TV-programmet skulle ha premiär under 2017 bestämdes den 30 november 2016 efter att tillräckligt många medlemsländer visade intresse för tävlingen.

## Vinnande bidrag
| År   | Datum     | Värdstad | Deltagande länder | Vinnare   | Låt                                              | Kör          |
| ---- | --------- | -------- | ----------------- | --------- | ------------------------------------------------ | ------------ |
| 2017 | 22 juli   | Riga     | 9                 | Slovenien | "Ta na Solbici" "Adrca" "Aj, zelena je vsa gora" | Carmen Manet |
| 2019 | 3 augusti | Göteborg | 10                | Danmark   | "Viola"                                          | Vocal Line   |